# Tadeusz Konwicki
Tadeusz Konwicki (Naujoji Vilnia, 22 giugno 1926 – Varsavia, 7 gennaio 2015) è stato uno scrittore e regista polacco, nato vicino a Vilnius, attuale capitale della Lituania.

## Biografia
Tadeusz Konwicki trascorre la propria infanzia nel villaggio natale, poi si trasferisce a Vilnius, dove frequenta un liceo ginnasio locale. La sua carriera scolastica si svolge durante la Seconda guerra mondiale e l'occupazione prima sovietica, poi nazista di quella parte di Polonia gli permettono a malapena di studiare.
Nel 1944 aderisce all'Armia Krajowa per liberare il proprio Paese dall'invasione tedesca, prendendo parte alle operazioni Tempesta e Porta dell'Aurora.
Dopo la guerra Konwicki è espatriato. Nel 1945 si trasferisce dunque a Cracovia, dove frequenta l'Università Jagellonica e inizia a lavorare come giornalista. Nel 1947 è assunto da un quotidiano di Varsavia, città dove diviene un accanito sostenitore del cosiddetto rRealismo socialista, movimento i cui scopi principali erano unificare lo stile artistico e letterario delle Nazioni comuniste e fare dell'Arte e della Letteratura uno strumento di propaganda delpPartito comunista.
Nel 1948 scrive un libro di memorie intitolato Rojsty, che non verrà pubblicato sino al 1956; inizia dunque a scrivere romanzi e racconti. Nel 1950 scrive e pubblica un romanzo intitolato Przy Budowie, che ottiene un discreto successo. Nel 1956, oltre a Rojsty, pubblica anche Z oblężonego miasta, un romanzo particolarmente apprezzato dalla critica e dai lettori.
Nel 1956 s'iscrive al Partito Operaio Unificato Polacco, al quale rimane affiliato sino al 1966, quando abbandona l'ideologia comunista. In realtà l'autore aveva preso le distanze dal comunismo già nel 1959, quando aveva scritto il romanzo Dziura w niebie, il primo nel quale parla solo di sentimenti e ricorda la propria infanzia.
Appassionatosi al cinema, raggiunge presto i vertici del Kadr Film Studio, di cui poi diviene il capo e il principale esponente.

## Opere

### Romanzi
- Czytadło (1997)
- Pamflet na siebie (1995)
- Zorze wieczorne (1991)
- Bohiń (1987)
- Nowy Świat i okolice (1986)
- Rzeka podziemna, podziemne ptaki (1984)
- Wschody i zachody księżyca (1982)
- Mała apokalipsa (1979) Piccola apocalisse, Feltrinelli 1981 pag.252
- Kompleks polski (1977)
- Kalendarz i klepsydra (1976 - seconda edizione senza censura nel 2005)
- Kronika wypadków miłosnych (1974)
- Nic albo nic (1971)
- Zwierzoczłekoupiór (1969)
- Wniebowstąpienie (1967)
- Sennik współczesny (1963)
- Dziura w niebie (1959)
- Z oblężonego miasta (1956)
- Władza (1953)
- Przy budowie (1950)

### Film
- Kurtyna (1954, cortometraggio, sceneggiatura)
- Ostatni dzień lata (1958)
- Zaduszki (1962)
- Salto (1965)
- Les Rideaux Blancs (1965)
- Jak daleko stąd, jak blisko (1972)
- Dolina Issy (1982)
- Lawa. Opowieść o 'Dziadach' Adama Mickiewicza (1989)